# Cosmopterix mystica
Cosmopterix mystica là một loài bướm đêm thuộc họ Cosmopterigidae. Loài này có ở Úc.